# Chlidones hova
Chlidones hova là một loài bọ cánh cứng trong họ Cerambycidae.